# Kulturimperialismus
Kulturimperialismus bezeichnet eine spezielle Herrschaftsbeziehung, welche durch Zerstörung, Unterbindung und Umformung der ursprünglichen Kultur der Beherrschten bei gleichzeitiger Dominanz der Kultur der allgemein imperialistisch Herrschenden praktiziert wird. Kulturimperialismus bezieht sich heute in der Regel auf ein ungleiches und ungerechtes Verhältnis zwischen reichen Nationen und armen Nationen, es kann aber auch entsprechende Machtgefälle unter zentralen oder peripheren Nationen für sich betreffen und wird zudem auf binnengesellschaftliche und andere Formen von Unterdrückungsverhältnissen angewendet. Von solchen wissenschaftlichen und theoretischen Anwendungen des Begriffs ist sein eher willkürlicher Einsatz im politischen oder medialen Tagesgeschäft zu unterscheiden.

## Internationaler Kulturimperialismus

### Frantz Fanon
Kulturimperialismus wurde als wissenschaftlicher Untersuchungsgegenstand in den 1950er und frühen 1960er Jahren von Frantz Fanon (1925–1961) eingeführt, insbesondere mit „Les Damnés de la Terre“ 1961, mit dem er aus der Perspektive der Unterdrückten eine Art ‚antikoloniales Manifest’ vorgelegt hat.
Auf der Seite der Kolonisierten zerstören laut Fanon Entmächtigung, Herabsetzung und Nachahmungsgebot Selbstbewusstsein und soziale Solidarität und führen zu Selbstverachtung und Entfremdung.
„Der Rassenhaß, die Versklavung, die Ausbeutung und vor allem der unblutige Völkermord, nämlich das Beiseiteschieben von eineinhalb Milliarden Menschen“ verweisen Fanon zufolge nicht nur auf die gewaltige Macht ökonomischer, militärischer, politischer oder technischer Mittel, sondern auf eine Inferiorisierung der Farbigen, die ihr Gegenstück in einer Überlegenheitskultur der Weißen hat.

### Johan Galtung
Eine nachhaltige Prägung bekam der Begriff Kulturimperialismus durch Johan Galtung und seine „Structural Theory of Imperialism“, veröffentlicht 1971. Galtung beschreibt Imperialismus zunächst allgemein als eine Herrschaftsbeziehung zwischen einer zentralen und einer peripheren Nation. In Galtungs Modell harmonieren zentrales und peripheres Zentrum bei wichtigen Punkten miteinander, während die Interessen zwischen der zentralen und der peripheren Peripherie aber auseinanderklaffen.
Zudem ist der innere Widerspruch innerhalb der peripheren Nation größer als innerhalb der Zentralnation. Galtung zerlegt Imperialismus über diese drei definitorischen Kriterien hinaus weiter in zwei Mechanismen, fünf Typen und drei Phasen.
Die fünf basalen Typen lauten: ökonomischer, politischer, militärischer, Kommunikations- und eben kultureller Imperialismus – und „wir haben keine Theorie, die darauf hinweist, dass einer der Typen grundlegender als die anderen ist oder ihnen vorausgeht.“
Vielmehr sind die Typen sogar ineinander konvertibel und müssen für einen „perfekten Imperialismus“ auch in allen fünf Dimensionen dieses ungleichen Austauschs voll entfaltet interagieren. In dieser Sicht tritt direkte Gewalt oder deren latente Androhung in dem Maße zurück, wie kulturelle Dominanz stärker aus dem Schatten bisheriger Imperialismustheorien hervortritt.
Sind diese fünf Typen richtig abgewogen, ergibt sich ein allgemeiner Imperialismus, der „ein perfektes Instrument der strukturellen Gewalt“ darstellt. Somit ist kultureller Imperialismus in der begrifflichen Hierarchie als ein Typus unter allgemeinem Imperialismus und struktureller Gewalt angesiedelt, der selbst wiederum Untertypen, zum Beispiel wissenschaftlichen Imperialismus, enthält.
Innerhalb dieses Rahmens liefert und lehrt das Zentrum der Peripherie seine Kultur (zum Beispiel in Form bestimmter Bildungen, Wissenschaften, Theorien, Lerninhalte, Wertekanons oder Ästhetisierungen und Idealisierungen als Kunstwerk, Belletristik, Comic, Film, Musik oder Lebensstil), soweit die eigene Machtstellung damit gesichert wird, und bietet der „kultursuchenden“ Peripherie bzw. zentralen Teilen davon auf ungleicher Basis gleichzeitig ein legitimierendes Entwicklungs- und Partizipationsversprechen.

### Björn Pätzoldt
In seiner 1972 unter dem Titel „Ausländerstudium in der BRD - Ein Beitrag zur Imperialismuskritik“ im Pahl-Rugenstein Verlag (ISBN 3-7609-0065-8) veröffentlichten Dissertation über „Kulturimperialismus und Ausländerstudium - Eine Teilanalyse der auswärtigen Kulturpolitik und Bildungshilfe der Bundesrepublik Deutschland“ untersucht Björn Pätzoldt die politischen Intentionen und Auswirkungen des staatlich geförderten Studiums von Ausländern an westdeutschen Universitäten.
Unter Bezugnahme auf zum Teil vertrauliche innerbehördliche Quellen gelingt ihm der Nachweis der staatlichen Zielsetzung, Studenten vor allem aus sogenannten Entwicklungsländern nach erfolgreichem Abschluss ihres Studiums als künftige Kompradoren-Bourgeoisie für Wirtschaft und Politik in ihren Herkunftsländern zu etablieren.
Trotz dieser herausgearbeiteten Zielsetzung der staatlichen Akteure, falsifiziert Pätzoldts Untersuchung des Studienverlaufes und -erfolges der ausländischen Studenten – zumindest für die Bundesrepublik – für die Praxis weitgehend die in dem Titel der Dissertation insinuierte Hypothese eines kulturimperialistischen Erfolges des "Ausländerstudiums": Ein Großteil der untersuchten ausländischen (nahezu ausschließlich männlichen) Studenten in der BRD erreichte gar keinen Studienabschluss. Der geringere Teil der ausländischen Studenten, die ihr Studium mit Erfolg abschlossen (Diplom, Staatsexamen, Dissertation), verblieb dagegen häufig wegen günstigerer Verdienstmöglichkeiten im Vergleich zum Herkunftsland oder aufgrund politischer Distanz zu dessen Regime in der BRD. Die kulturimperialistische Intention des Ausländerstudiums verfehlte daher weitgehend ihren "entwicklungspolitischen" Zweck.

### Herbert Schiller
Herbert Schiller hat seine umfassenden und akribischen Studien (v. a. zu nennen: „Communication and Cultural Domination“ 1976) anhand US-amerikanischer Exempel sozusagen ‚from deep inside the American Empire’ durchgeführt und insofern den Fokus der Kulturimperialismus-Forschung stark auf die USA gerichtet.
Kulturimperialismus wurde von Schiller auch in seiner Binnenwirkung als eine Art medien- und konsumgestützte Gehirnwäsche wahrgenommen. In ähnliche Richtung gehen die Argumentationen in Jürgen Webers Arbeit „Der US-amerikanische Kulturimperialismus und die schwarze Bürgerrechtsbewegung“.

### Edward W. Said und Ranajit Guha
Für die heutigen Diskussionen sind Edward W. Saids „Orientalism“ oder Ranajit Guhas „Subaltern Studies“ nach wie vor von Bedeutung. Beide Autoren haben sich vor einem Vierteljahrhundert mit der Dekonstruktion kolonialherrschaftlich bestimmter Fremdwahrnehmungsmuster beschäftigt.
Nach der Auffassung von Said kann der westliche Diskurs über den Orient (also die Gesamtheit der literarischen, wissenschaftlichen, populären, journalistischen und sonstigen Äußerungen hierzu) oder die anhaltende kolonialhistoriografische Prägung des Geschichts- und Gegenwartsbildes über die ‚dritte Welt’ noch weit nach deren Dekolonisation als Kulturimperialismus begriffen und untersucht werden.
In „Culture and Imperialism“ geht Said der historischen Verbindung europäischer Kultur mit erfolgreichem Imperialismus und der Frage nach, „wie es kam, dass der imperialistische Europäer nicht wahrhaben konnte oder wollte, dass er oder sie Imperialist war, und wie es ironischerweise dazu kam, dass der Nicht-Europäer den Europäer unter denselben Umständen nur als imperialistisch sah“.
An breitgestreuten Beispielen aus der Literatur macht er die zutiefst imperialistische Konstitution europäischer Kultur klar, die auch dann, „als sie die imperialen ‚Täuschungen und Entdeckungen’ schließlich angemessen zur Kenntnis nahm[...], sie das nicht oppositionell, sondern ironisch und mit dem verzweifelten Versuch einer neuen Inklusivität tat.“
Aus Indien kommen in der neueren Zeit viele kulturwissenschaftliche Impulse, insbesondere mit den ‚Subaltern Studies’, die die nachkoloniale Elite-Historiografie mit ihren übernommenen eurozentrischen Prämissen als ‚indische’ Nacherzählung kolonialer Modernisierungslegenden herausgearbeitet haben. Mohandas Gandhi, Gayatri Spivak oder Arundhati Roy haben hierzu weitere prominente Beiträge geleistet.

### Neoliberalismus und Kulturimperialismus
Auf einer von Bernd Hamm organisierten Wissenschaftskonferenz im Oktober 2002 in Trier wurde ein internationaler Forschungsüberblick gegeben und Kulturimperialismus eingeführt als „certainly, historically, not an American invention“ (dt.: sicherlich, geschichtlich, keine amerikanische Erfindung), sondern als imperialistische Abrichtung vielfältigster Kulturen auf eine zwar ihrerseits nicht monolithische Weltleitkultur, die allerdings einen gemeinsamen Level haben, von dem aus die Peripherie zur zivilisatorischen Aufholung gemahnt und gleichzeitig faktisch auf Abstand gehalten wird. In stärker politisch-ökonomischen Darstellungen wird dort z. B. die Strukturanpassungspolitik des Internationalen Währungsfonds in Verbindung mit Kulturimperialismus untersucht: Abwertung der einheimischen Währung, öffentliche Ausgabenbegrenzung, Privatisierung, Liberalisierung und Entgrenzung des Kapital- und Warenverkehrs, Lohnstopps, Preisfreigaben, Patent- und Lizenzrestriktionen und dergleichen setzen der Selbstbestimmung im betroffenen ‚Entwicklungs’land nicht nur wirtschaftlich oder politisch ein Ende, sondern zerstören auch soziokulturelle Strukturen und Kapazitäten von Autonomie, wie sie etwa in subsistenzwirtschaftlich bedingter Unabhängigkeit vom Weltmarkt, in lokaler Selbstorganisation, Nachbarschafts- und Gemeindehilfe, erschwinglichen Medikamentkopien oder der Freiheit selbstgezogenen Saatguts zum Ausdruck kommen.
Stattdessen entsteht eine Kultur nachholender Kapitalisierung mit einer Grundpsychologie von Abhängigkeit und Unterentwickeltheit, die nur durch ausverkaufendes Nachahmen überwindbar erscheint – tatsächlich den Abstand zum Zentrum im gesetzten Rahmen aber nie aufholen kann und auch nicht soll.
Herbert Schui analysierte dabei Kulturimperialismus unter wissenschafts- und ideologiekritischem Aspekt als "the New Social Science of Cultural Imperialism", dessen methodologischer Individualismus alle Erkenntniskapazitäten bisheriger Sozialwissenschaft in die Beliebigkeit ökonomischer Rationalität auflöst, die individuelle Internalisierung ihrer Zwänge zur Grundlage einer reformierten Sozial- und Weltordnung macht und seinem angestrebten globalen ökonomischen Imperialismus die passende kulturelle Leitfigur des neo-liberalen ‚Homo Oeconomicus' beistellt.

### Kulturimperialismus als politische Leitlinie
In Gesellschaftstheorie und politischer Philosophie wird Kulturimperialismus aber auch offensiv und affirmativ als weltpolitisches Programm und globales Zukunftsmodell vertreten. Als Beispiele können David Rothkopfs „In Praise of Cultural Imperialism“ oder Zbigniew Brzezińskis „The Grand Chessboard: American Primacy and Its Geostrategic Imperatives“ dienen. Amerikanische Werte werden in diesen Arbeiten als strategisch erforderliches Kulturexportgut dargestellt. Sie sind von den USA, dem Primus inter pares einer umfassenden westlichen Wertegemeinschaft, im „battle of the world's information flows“ als weltweit herrschende Ideen durchzusetzen. Wie Großbritannien einst die Weltmeere, so müssten im heutigen Informationszeitalter die USA die "airwaves" dominieren.

### Weiblicher Kulturimperialismus in der Kolonialbewegung des deutschen Kaiserreichs
Von Birthe Kundrus gibt es eine historische Fallstudie, die sich mit weiblichem Kulturimperialismus in der Kolonialbewegung des deutschen Kaiserreichs beschäftigt. Kundrus zeigt, wie zentral dort „die ‚Kulturarbeit der Frau’ für die Erhaltung des Deutschtums“ positioniert war und wie leicht sich imperialer Feminismus mit Nationalismus und Rassismus zu einer mehrheitsgesellschaftlich anerkennungsfähigen völkischen Partizipationsstrategie verbinden ließ.
Solche kulturimperialistischen Muster, in denen bestimmte Führungsgruppen (hier: weiße Bildungsbürgerinnen) sich und ihre Vorstellungen zum Maßstab für alle erklären, sind in der internationalen Frauenbewegung mehrfach zurückgewiesen worden: zum Beispiel von proletarischen Feministinnen vor dem Zweiten Weltkrieg, von nicht-weißen danach.

### Kritik an „eurozentristischen“ Sichtweisen
Der bengalische Geschichtswissenschaftler Dipesh Chakrabarty fordert in seinen Arbeiten historiografische Projekte gegen das anmaßende Dekret, „dass Europa im historischen Wissen als stillschweigender Maßstab fungiert“ und indische, kenianische, chinesische oder andere subalterne Geschichten in minderwertige Variationen dieser einen Meistererzählung verwandelt. „Europa provinzialisieren“ heißt hier, „ein hyperreales Europa aus dem Zentrum der historischen Einbildungskraft zu verdrängen, [...] unermüdlich den Finger auf diesen Zusammenhang zwischen Gewalt und [zivilisatorischem] Idealismus legen [...], sich mit Ideen auseinanderzusetzen, die den modernen Staat [...] legitimieren, um so diejenigen Kategorien, deren globale Gültigkeit nicht mehr für selbstverständlich genommen werden kann, erneut zum Gegenstand der politischen Philosophie zu machen – genau wie man auf einem indischen Basar verdächtige Münzen ihren Besitzern zurückgibt.“

## Gesellschaftlicher Kulturimperialismus
Iris Marion Young (1949–2006) differenzierte fünf Unterdrückungsformen. Während Ausbeutung, Marginalisierung und Machtlosigkeit die Unterdrückung in der Arbeitsorganisation kennzeichnen, sei Kulturimperialismus die „soziale“ Form der Unterdrückung. Gewalt als fünfte Dimension der Unterdrückung gehe oft einher mit Kulturimperialismus. Dieser sei die Praxis der Macht, sich selbst als normal, die anderen hingegen als das Andere (Othering) zu setzen. Archive können auch als eine Form des Kulturimperialismus dienen und durch den selektiven Blickwinkel zur strukturellen Amnesie  späterer Generationen beitragen.